# Running Dinner
Running Dinner ist ein dezentrales Veranstaltungsformat, das dem Kennenlernen von Menschen, der Unterhaltung und dem gemeinsamen Essen in einem besonderen Rahmen gilt. Ein mehrgängiges Essen (üblicherweise Abendessen) wird an verschiedenen Orten, zum Beispiel über eine Stadt verteilt, eingenommen, jeder Gang an einem anderen Ort. 

## Konzept
Im englischen Sprachraum gilt die Grundregel „jeder Gang an einem anderen Ort“. Es werden Teams aus zwei bis drei Personen gebildet. Entweder können sich diese Teams selbst bilden, oder sie werden ausgelost. Jedem Team wird ein Gang zugewiesen, entweder Vor-, Haupt- oder Nachspeise. Seinen eigenen Gang kocht das Team zu Hause, wobei zwei andere Teams zum Essen zu Gast sind. Für die anderen beiden Gänge ist das Team nun selbst bei anderen zu Gast. Auf den Ortswechsel zu jedem Gang zielt der Begriff running ab. Auf diese Weise treffen sich bei jedem Gang sechs Personen, die einander in der Regel fremd sind und sich im kleinen Rahmen beim Essen kennenlernen können. Damit sich alle am Ende noch einmal wiedersehen, wird in der Regel im Anschluss eine Party veranstaltet.
Running dinner ist seit 2002 als Wort-Bild-Marke beim Deutschen Patent- und Markenamt eingetragen, weshalb das Konzept auch teilweise unter anderen Namen oder Abkürzungen („Rudi“) bekannt ist, um nicht ein eingetragenes Warenzeichen zu verwenden. So führt beispielsweise das Europäische Studierendenforum AEGEE in verschiedenen Städten Veranstaltungen mit den Namen „Run and Dine“ (auch „Run&Dine“), „Flying Dinner“ oder „Switching Tables“ durch. Auch die Bezeichnung „Rudi rockt“ findet sich.

## Veranstalter
Running Dinner werden häufig in Universitätsstädten als Veranstaltung für Studenten organisiert. Das bisher größte Running Dinner fand in Aachen statt.

## Auszeichnungen
Das Konzept wurde 2013 unter dem Namen rudirockt – Kochen und Kontakte knüpfen von der Standortinitiative der Bundesregierung und der deutschen Industrie Deutschland – Land der Ideen als „ausgezeichneter Ort im Land der Ideen“ ausgezeichnet.